# Stapel
Stapel è un comune dello Schleswig-Holstein, in Germania.
Appartiene al circondario (Kreis) di Schleswig-Flensburgo (targa SL) ed è parte della comunità amministrativa (Amt) di Kropp-Stapelholm.
Il comune è stato costituito nel marzo del 2018 dalla fusione dei comuni di Norderstapel e Süderstapel.